# Kelvin Osorio
Kelvin Osorio (Florencia, Colombia; 29 de octubre de 1993) es un futbolista colombiano. Juega de centrocampista y actualmente se encuentra actuando en el Deportivo Pereira de la Categoría Primera A.

## Clubes
| Club                  | País     | Año           |
| --------------------- | -------- | ------------- |
| Deportivo Cali        | Colombia | 2013          |
| Universitario Popayán | Colombia | 2014          |
| Cortuluá              | Colombia | 2015 - 2017   |
| Deportivo Pasto       | Colombia | 2017 - 2018   |
| Patriotas Boyacá      | Colombia | 2018 - 2019   |
| Santa Fe              | Colombia | 2021          |
| Cuiabá                | Brasil   | 2022-2023     |
| Mushuc Runa           | Ecuador  | 2023          |
| Deportivo Cali        | Colombia | 2024          |
| Deportivo Pereira     | Colombia | 2025-presente |

## Estadísticas
Actualizado al último partido disputado el 10 de noviembre de 2023.
| Club                              | Temporada           | Liga  | Liga  | Copa Nacional | Copa Nacional | Copa Internacional | Copa Internacional | Total | Total |
| Club                              | Temporada           | Part. | Goles | Part.         | Goles         | Part.              | Goles              | Part. | Goles |
| --------------------------------- | ------------------- | ----- | ----- | ------------- | ------------- | ------------------ | ------------------ | ----- | ----- |
| Deportivo Cali · Colombia         | 2013                | 0     | 0     | 1             | 0             | -                  | -                  | 1     | 0     |
| Deportivo Cali · Colombia         | Total               | 0     | 0     | 1             | 0             | 0                  | 0                  | 1     | 0     |
| Universitario Popayán · Colombia  | 2014                | 18    | 0     | 0             | 0             | -                  | -                  | 18    | 0     |
| Universitario Popayán · Colombia  | Total               | 18    | 0     | 0             | 0             | 0                  | 0                  | 18    | 0     |
| Cortuluá · Colombia               | 2015                | 2     | 0     | 1             | 0             | -                  | -                  | 3     | 0     |
| Cortuluá · Colombia               | 2016                | 24    | 1     | 2             | 0             | -                  | -                  | 26    | 1     |
| Cortuluá · Colombia               | 2017                | 1     | 0     | 2             | 0             | -                  | -                  | 3     | 0     |
| Cortuluá · Colombia               | Total               | 27    | 1     | 5             | 0             | 0                  | 0                  | 32    | 1     |
| Deportivo Pasto · Colombia        | 2017                | 2     | 0     | 0             | 0             | -                  | -                  | 2     | 0     |
| Deportivo Pasto · Colombia        | 2018                | 0     | 0     | 0             | 0             | -                  | -                  | 0     | 0     |
| Deportivo Pasto · Colombia        | Total               | 2     | 0     | 0             | 0             | 0                  | 0                  | 2     | 0     |
| Patriotas Boyacá · Colombia       | 2018                | 17    | 3     | 2             | 0             | -                  | -                  | 19    | 3     |
| Patriotas Boyacá · Colombia       | 2019                | 37    | 8     | 1             | 0             | -                  | -                  | 38    | 8     |
| Patriotas Boyacá · Colombia       | Total               | 54    | 11    | 3             | 0             | 0                  | 0                  | 57    | 11    |
| Independiente Santa Fe · Colombia | 2020                | 24    | 3     | 2             | 0             | -                  | -                  | 26    | 3     |
| Independiente Santa Fe · Colombia | 2021                | 37    | 9     | 6             | 1             | 6                  | 2                  | 49    | 12    |
| Independiente Santa Fe · Colombia | Total               | 61    | 12    | 8             | 1             | 6                  | 2                  | 75    | 15    |
| Cuiabá EC · Brasil                | 2022                | 6     | 0     | 0             | 0             | 4                  | 0                  | 10    | 0     |
| Cuiabá EC · Brasil                | Total               | 6     | 0     | 0             | 0             | 4                  | 0                  | 10    | 0     |
| Mushuc Runa · Ecuador             | 2023                | 10    | 0     | 0             | 0             | -                  | -                  | 10    | 0     |
| Mushuc Runa · Ecuador             | Total               | 10    | 0     | 0             | 0             | 0                  | 0                  | 10    | 0     |
| Total en su carrera               | Total en su carrera | 178   | 12    | 17            | 1             | 10                 | 2                  | 205   | 27    |

## Palmarés

### Torneos regionales
| Título                   | Club      | País   | Año  |
| ------------------------ | --------- | ------ | ---- |
| Campeonato Matogrossense | Cuiabá EC | Brasil | 2022 |

### Torneos nacionales
| Título                | Club     | País     | Año  |
| --------------------- | -------- | -------- | ---- |
| Superliga de Colombia | Santa Fe | Colombia | 2021 |